# Торрес, Алберто
Алберто де Сейшас Мартинс Торрес (порт. Alberto Torres; 26 ноября 1865, Итабораи, Бразильская империя — 29 марта 1917, Рио-де-Жанейро, Первая бразильская республика) — бразильский политический, государственный и общественный деятель, журналист, юрист, мыслитель.

## Биография
Сын политика, вице-президента страны (1892—1894). Два года с 1880 изучал медицину в Рио-де-Жанейро. Затем переехал в Сан-Паулу, поступил на юридический факультет, который окончил в 1886 году. Занялся журналистской деятельностью, сотрудничая с рядом газет («O Caiçara», «The Idea», «O Constitucional» и др.). Работал адвокатом, стал прокурором.
В 1889 году был в числе основателей социалистического журнала «O Povo». После провозглашения республики Торрес стал членом Учредительного собрания Рио-де-Жанейро, был представителем штата (1892—1893). В 1894 году избран федеральным депутатом.
В 1895 году был назначен министром юстиции и внутренних дел (с 30 августа 1896 по 7 января 1897). С апреля 1901 до 1907 года работал министром Федерального верховного суда Бразилии.
Философ, который занимался социальными вопросами национального единства и организации бразильского общества.
В своих работах противопоставил идеи социализма и индивидуализма, как несовместимые с бразильской действительностью и считал, что они несут ответственность за распад общества. По А. Торресу, объективной необходимостью было понимание бразильского общества для познания его потребностей с целью прагматических изменений в нём. А для изменений в бразильском обществе необходимо иметь сильное государство.
Его идеи широко использовались во время бразильской революции 1930 года и государственного переворота 1964 года в Бразилии.

## Избранные труды
- O problema nacional brasileiro
- A organização nacional
- As fontes da vida no Brasil, 1915